# メンカウラー
メンカウラー（Menkaure, またはMenkaura）は、エジプト第4王朝のファラオ（6代目）で、在位は紀元前2532年から紀元前2504年。メンカウラーとは、「ラーの魂のように永遠である」という意。父はカフラーであり、母はカメレルネブティ1世。妻は二人が確認されている。一人はカフラーとカメレルネブティ1世の第1王女、つまり兄弟姉妹婚となるカメレルネブティ2世であり、もう一人の名称は知られていないが、7代目ファラオとなったシェプスセスカフを産んだ。

## 統治
メンカウラーについて、ヘロドトスがミケリヌス（Mykerinos）という名で伝説を残している。ヘロトドスによれば、巨大なピラミッドを建造したクフとカフラーは暴君であり、過酷な統治を行われていたが、メンカウラーが王となると慈悲深い統治に一変し、そのためその建造したピラミッドもクフの半分の高さにも満たない大きさに留めたと伝えている。しかし、神々は「エジプトの民は150年の困難にあるだろう」という神託をすでに告げており、メンカウラーの善政は神々を否定したものとみなされた。神々はメンカウラーを許さず、ブトの守護神ウアジェトの信託という形でメンカウラーの統治を残り6年と定めた。メンカウラーはその運命に抗い、王宮を夜も昼のような明かりで満たした。昼夜を無くし、期限を伸ばそうとしたのだが、神々を謀ることはできず神託の通り6年後に死亡した。
実際に知られているところでは、メンカウラーの統治は28年間にも及んだ。ピラミッドの建設期間は十分にあったが、彼のものとされるギザ南端の第3ピラミッドはクフに比べて70メートルと、半分以下の高さとなっている。その小ささが、前述のような伝説を残す余地となった。しかも調査の結果、当初の予定はわずか30メートルの高さでしかなかったことが判明する。建築途中に計画が変更されてようやく70メートルに達したものであった。この経緯について、クフとカウラーによる当初財政の逼迫と、後の改善によるものとする研究者の指摘がある。

## ギザの第3ピラミッド
ギザの第3ピラミッドがメンカウラーのものであることは、伝承によって伝えられるところであったが、実際に確認されたのは、1837年から1838年にかけてのイギリスの軍人、ハワード・ヴァイスによる調査を待たねばならなかった。ハワードが副ピラミッドの天井にメンカウラーの王名を発見し、ようやくメンカウラーのピラミッドと確定する。ハワードは玄室を調査し、蓋のない石棺と、その中に蔵められていた木製の人形棺を発見する。石棺は古王国時代の初期の特徴を備えていたが、人形棺は時代が合わず、後の時代に運び込まれたものとされている。石棺には遺体の一部があり、メンカウラーのものであるか調査するため、1838年、石棺と人形棺は別々の船で共に大英博物館へと送られた。しかし、石棺を積んだベアトリス号は嵐によってリボルノ港沖で遺体とともに沈没し、近年ハイテク機器によるサルベージが試みられたものの発見には至っていない。
他にもメンカウラーの遺跡の調査は、ハーバード大学のジョージ・ライスナー教授率いるボストン美術館の合同調査班によって、1905年から1927年の期間で行われた。河岸神殿、葬祭殿といったピラミッドに付随する遺跡を修復し、その過程で粘板岩彫像を数点発掘した。ハトホル（王妃カメレルネブティ2世の像と酷似）とノモスの守護女神バトを左右に配したメンカウラーの像（三体像）、王と王妃の像（二体像）といった王の像は、クフやカウラーといった巨大ピラミッドを残した王と比べても数が多く、加工の難しい粘板岩にもかかわらず技術的にも高度なものだった。アラバスターによる彫像も残されている。また、未完成状態の像が多数発見されており、ピラミッド周辺の施設も治世の後期に規模を拡大させたことと、その急死による事業の中止が窺える。

## 発掘された彫像

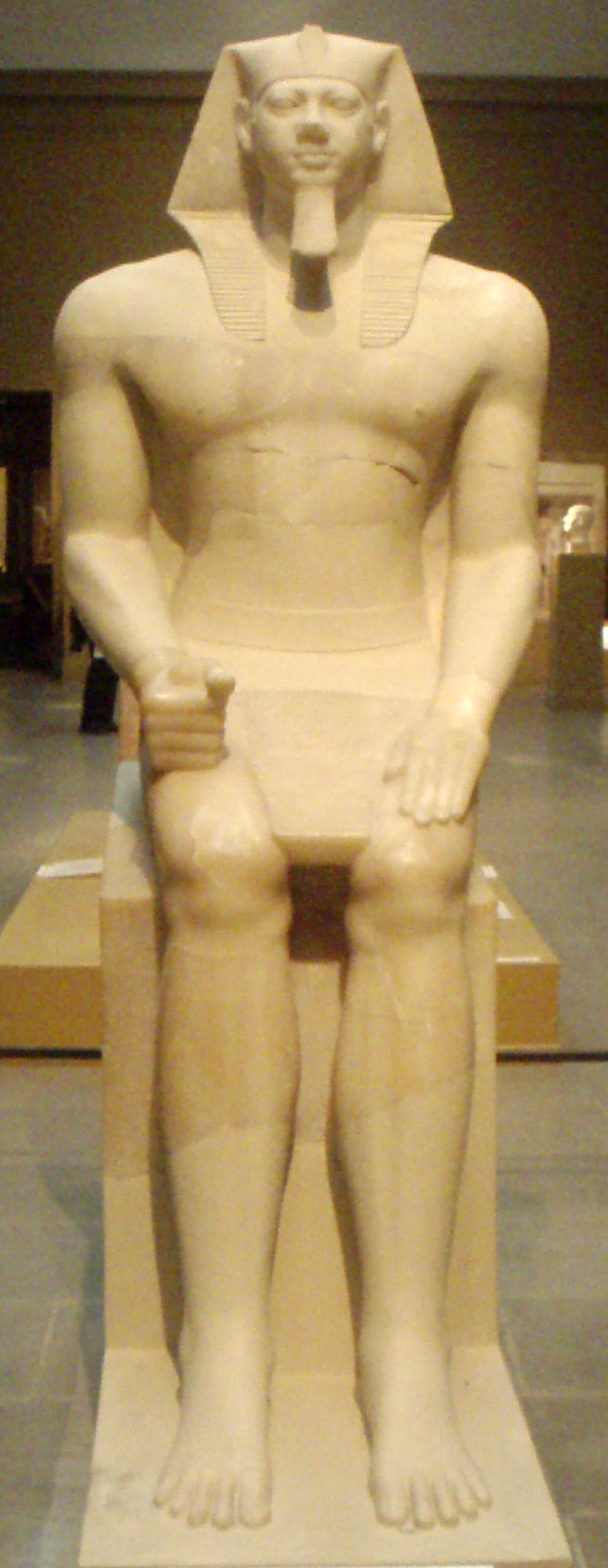
アラバスター製の彫像（ボストン美術館）
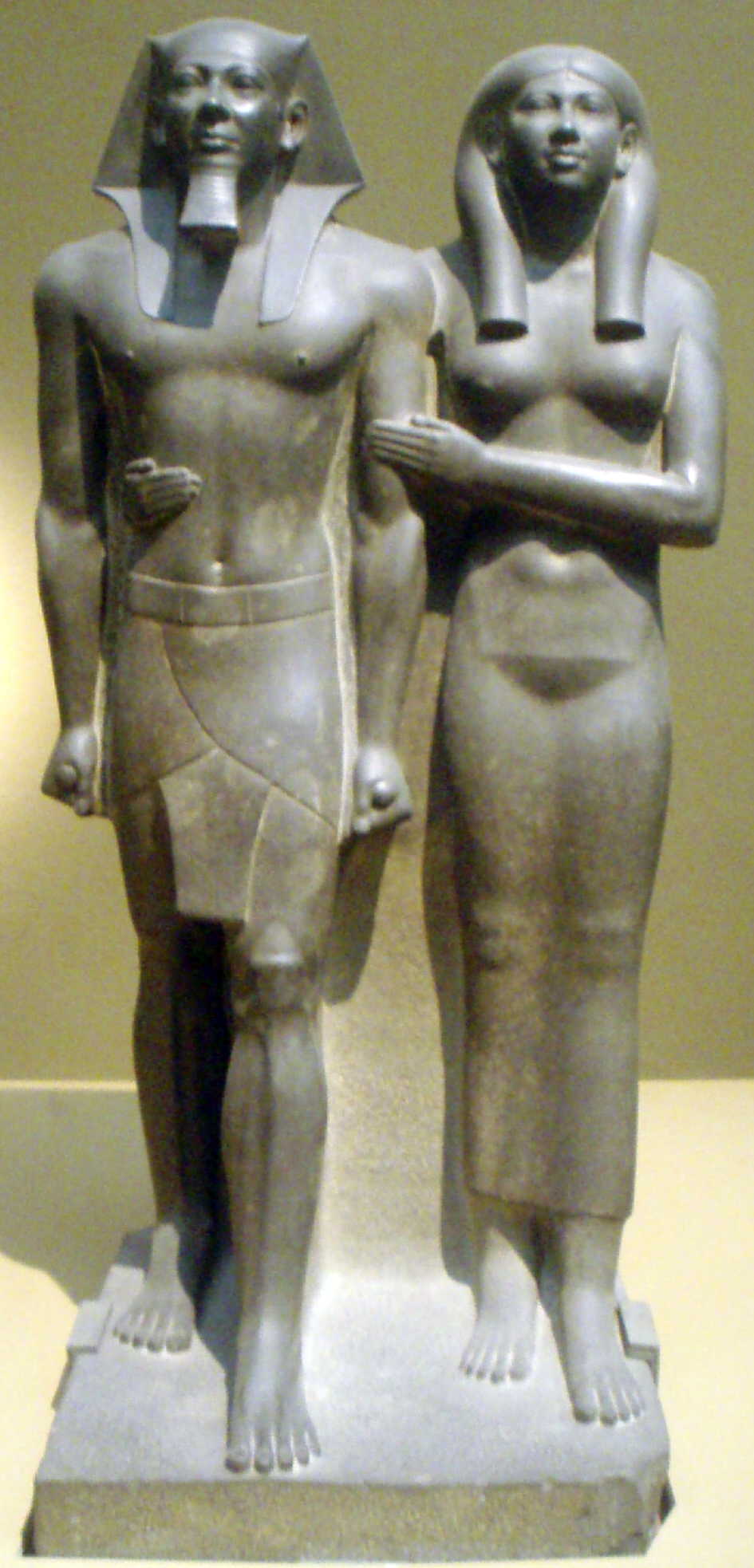
王と王妃の二体像（ボストン美術館）
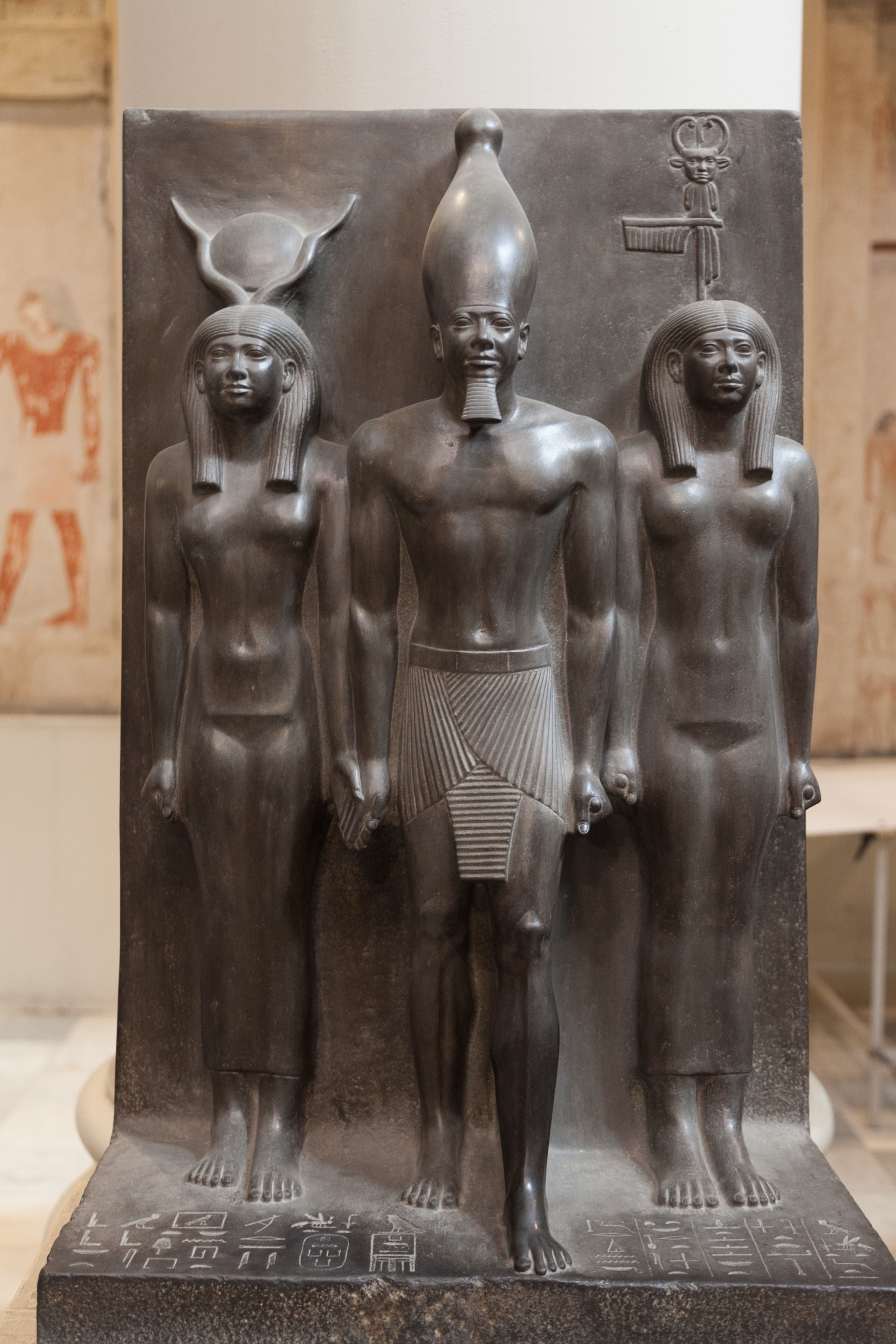
ハトホル、バトの女神を左右に従えたメンカウラー王の三体像（カイロ美術館）
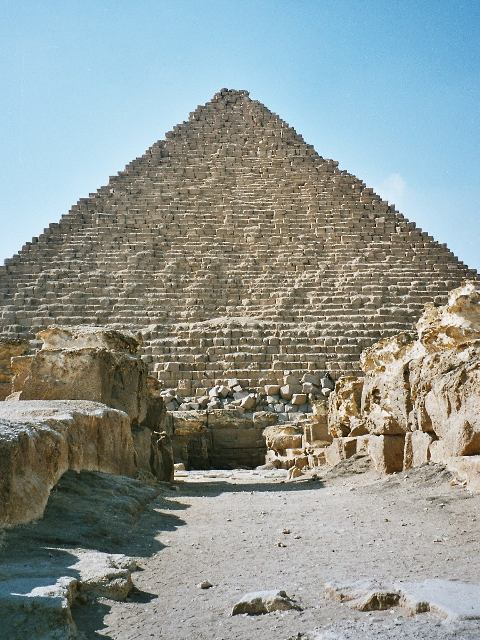
ギザのメンカウラー王のピラミッド